# 格雷斯维莱尔
格雷斯维莱尔（法語：Gresswiller，法語發音：[gʁɛsvilɛʁ] ⓘ）是法国下莱茵省的一个市镇，位于该省中部偏西南，属于莫尔塞姆区。

## 地理
格雷斯维莱尔（48°32'7"N, 7°25'50"E）面积9.27 平方千米，位于法国大東部大區下莱茵省，该省份为法国大陆部分最东部的省份，是阿尔萨斯的一部分，今与上莱茵省组成了阿尔萨斯欧洲集体，其南至上莱茵省，西南接孚日省和默尔特-摩泽尔省，西接摩泽尔省，北与德国接壤，东侧沿莱茵河与德国相望。
与格雷斯维莱尔接壤的市镇（或旧市镇、城区）包括：布吕什河畔丁赛姆、艾利根贝格、莫尔基什、米齐格、罗森维莱尔。
格雷斯维莱尔的时区为UTC+01:00、UTC+02:00（夏令时）。

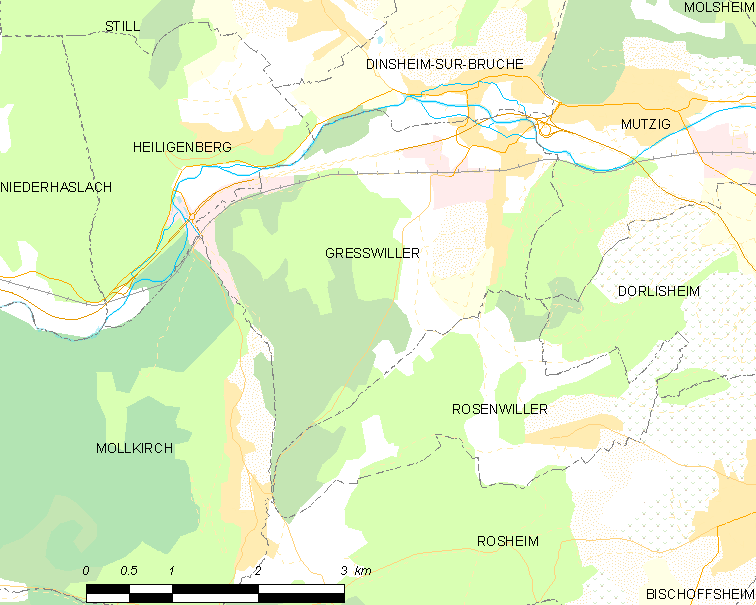
格雷斯维莱尔的OSM定位图

## 行政
格雷斯维莱尔的邮政编码为67190，INSEE市镇编码为67168。

## 政治
格雷斯维莱尔所属的省级选区为米齐格县。

## 人口

1962-2008年间格雷斯维莱尔人口变化图示

格雷斯维莱尔于2022年1月1日时的人口数量为1677人。